# Confessions of a Queen
 Confessions of a Queen és una pel·lícula muda estatunidenca dirigida per Victor Sjöström el 1925.

## Argument
Christian II, rei d'Il·líria, es casa amb la princesa Fredericka de Dalmàcia. Aquesta s'adona aviat que el seu marit és un llibertí i fa amistat amb el príncep Alexei, que s'enamora d'ella...

## Repartiment
- Lewis Stone: Christian II
- Alice Terry: Fredericka de Dalmatie
- Eugenie Besserer: La duquessa Eleonora
- Joseph J Dowling: El duc de Rosen
- George Beranger (als crèdits André de Beranger): Lewin
- Helena D'Algy: Sephora Leemans
- John Bowers: El príncep Alexei
- Frankie Darro: El príncep Zara
- Bert Sprotte: El cap dels revolucionaris
- Wilbur Higby: L'oficial revolucionari
- Otto Hoffman: El camarlenc del rei
- Frances Hatton: La serventa de la reina
- James Mcelhern: El criat parisenc del rei

## Al voltant de la pel·lícula
Igual que The Divine Woman, amb Greta Garbo, dirigida per Victor Sjöström el 1928, la pel·lícula Les Confessions d'una reina es considera perduda en part, no queden més que 40 min del metratge d'origen.